# Gerd Völs
Gerd Völs (* 22. Dezember 1909 in Illowo; † 15. März 1991 in Langenhagen) war ein deutscher Ruderer, der 1936 eine olympische Bronzemedaille mit dem Achter gewann.
Gerd Völs startete zunächst für die Rudergesellschaft Wiking Berlin. Bei der Deutschen Meisterschaft 1936 in Berlin siegte er im Achter von Wiking Berlin vor zwei Achtern, die als vereinsübergreifende Rudergemeinschaften für die Olympischen Spiele gebildet worden waren. Damit qualifizierte sich der Achter von Wiking Berlin für die olympische Regatta, die wie die Deutsche Meisterschaft auf der Regattastrecke Berlin-Grünau ausgetragen wurde. Das Boot in der Besetzung Alfred Rieck, Helmut Radach, Hans Kuschke, Heinz Kaufmann, Gerd Völs, Werner Loeckle, Hans-Joachim Hannemann, Herbert Schmidt und Steuermann Wilhelm Mahlow belegte bei der olympischen Regatta im dritten Vorlauf den zweiten Platz hinter dem Boot aus der Schweiz, konnte sich aber als Sieger des ersten Zwischenlaufs für das Finale qualifizieren. Im Endlauf erreichten die ersten drei Boote innerhalb einer Sekunde das Ziel, es gewann das Boot aus den Vereinigten Staaten vor den Italienern und den Deutschen.
Völs, Loeckle, Hannemann und Schmidt hatten bei der Deutschen Meisterschaft 1936 neben dem Titel im Achter auch den zweiten Platz im Vierer ohne Steuermann belegt, 1937 erreichten die vier Ruderer den dritten Platz. Völs ruderte später noch für den Berliner Ruder-Club und die Rudergemeinschaft Angaria Hannover. 1942 wurde der Vierer ohne Steuermann des Berliner RC in der Besetzung Gerd Völs, Walter Volle, Hans Kuschke und Herbert Schmidt Deutscher Meister.
Nach seiner Sportlerlaufbahn war Gerd Völs als Bauunternehmer in Hannover tätig. Ehrenamtlich engagierte er sich zeitlebens als Trainer bei seinem Heimatverein, der Rudergemeinschaft Angaria, auf deren Grundstück er auch in einem kleinen Haus lebte.